# 東山城 (備前国)
東山城（ひがしやまじょう）、別名巌門山城（いわとやまじょう）は、岡山県備前市吉永町にあった日本の城（山城）。
備前市吉永町岩崎北方の東にある標高267.6mの東山に築かれた山城である。備陽記によれば浦上宗景家臣、明石三郎左衛門の居城とある。
城のある備前市吉永町南部は、東の船坂、三石方面より流れる金剛川と、北より流れる八塔寺川が合流するところに開けた平野である。この地は、東西に走る旧山陽道ら八塔寺往来が分岐する交通の要衝であったため、戦略的にも極めて重要な場所であった。